# Sleeping Giant Tower
La Sleeping Giant Tower est une tour d'observation américaine située au sommet du Sleeping Giant, dans le comté de New Haven, au Connecticut. Protégée au sein du parc d'État de Sleeping Giant, elle est elle-même inscrite au Registre national des lieux historiques depuis le 4 septembre 1986.